# Phractura tenuicauda

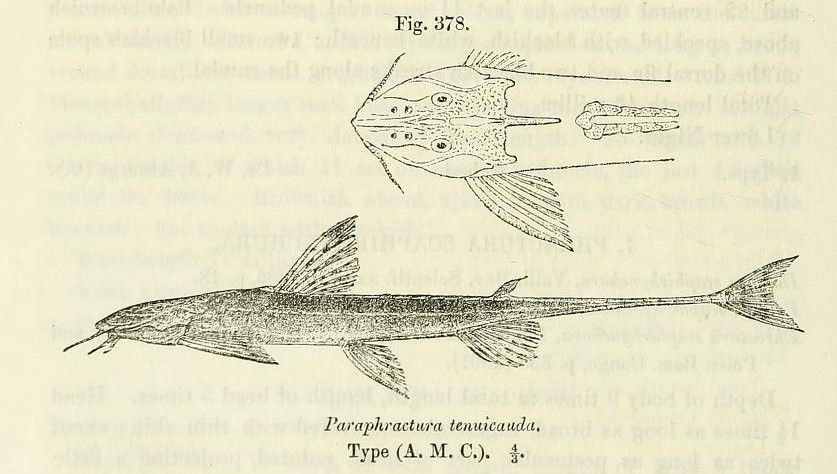
Tekening van de phractura tenuicauda.

Phractura tenuicauda is een straalvinnige vissensoort uit de familie van de kuilwangmeervallen (Amphiliidae). De wetenschappelijke naam van de soort is voor het eerst geldig gepubliceerd in 1902 door Boulenger.